# Kiril Alekséienko
Kiril Alekséievitx Alekséienko (en rus: Кири́лл Алексе́евич Алексе́енко; nascut el 22 de juny de 1997 a Sant Petersburg) és un jugador d'escacs rus que té el títol de Gran Mestre des del 2015.
A la llista d'Elo de la FIDE del juny de 2023, hi tenia un Elo de 2699 punts, cosa que en feia el jugador número 11 (en actiu) de Rússia, i el número 54 del rànquing mundial. El seu màxim Elo va ser de 2715 punts, a la llista del novembre de 2019.

## Resultats destacats en competició
El 2011 fou campió del món de la joventut sub-12 i el 2013 campió d'Europa de la joventut sub-16.
El juliol de 2015 fou convincentment campió del Memorial Polugaievski amb 8 punts de 9, un punt per sobre dels segons classificats Vladímir Dobrov i Aleksei Mokxànov. L'octubre de 2015 fou campió del Memorial Txigorin amb 7½ punts de 9, amb els mateixos punts que Sandipan Chanda i Dmitri Kókarev però amb millor desempat. Entre els dies 25 d'octubre i el 5 de novembre, fou subcampió del Campionat del món de la joventut que va tenir lloc a Porto Carras (Grècia) amb el resultat de 8½ punts d'11 a la categoria Sub18.
L'octubre de 2019 fou tercer al fort Gran Torneig Suís de la FIDE de 2019 a l'Illa de Man (el campió fou Wang Hao). Entre els jugadors que van compartir el tercer lloc, Alekséienko tenia el millor desempat, i es va fer mereixedor d'una invitació pel Torneig de Candidats, en tant que fou el jugador amb més puntuació rere Wang Hao que no estava ja classificat, perquè Fabiano Caruana, segon, tenia un lloc assegurat al Candidats com a finalista del Campionat del Món de 2018.